# Воробьёв, Александр Николаевич (футболист)
Александр Николаевич Воробьёв (21 июля 1964) — советский и российский футболист, защитник.

## Биография
На взрослом уровне начал выступать в 1981 году в составе таганрогского «Торпедо» во второй лиге. Во время службы в армии числился в ростовском СКА, но ни одного матча не сыграл, затем вернулся в Таганрог и выступал за «Торпедо» до распада СССР.
В 1992 году перешел в речицкий «Ведрич», сыграл 12 матчей в первом независимом чемпионате Белоруссии.
После возвращения в Россию снова играл за «Торпедо» (Таганрог), а также за АПК (Азов) и «Шахтёр» (Шахты). За таганрогский клуб сыграл в первенствах СССР и России 295 матчей, за «Шахтёр» — 131 матч, а всего на уровне профессионалов (мастеров) — более 450 игр.
В конце карьеры выступал на любительском уровне за «Миус» (Покровское) и «Факел» (Таганрог).